# Sevidzem Ernestine Leikeki
Sevidzem Ernestine Leikeki   (Camerun, 1985) és una activista pel clima del Camerun, i el 2021 va ser nomenada una de les 100 Women BBC, per «les dones que creen un canvi durador». És una activista pel clima i de gènere de la regió del nord-oest del Camerun, i és la fundadora de Camerun Gender and Environment Watch. Ha treballat per aturar el tràfic de menors, l'any 2010, al nord-oest del Camerun. Va assistir a l'esdeveniment del United Nations Council of Parties Climate Change a Glasgow el 2021 (COP26), i va guanyar el premi Gender Just Climate Solutions per a solucions transformadores el 2019 i també el 2021.

## Joventut i carrera professional
Leikeki va néixer l'any 1985 i té quatre fills. La seva comunitat es troba en una zona de bosc i terres de conreu que subministra llenya, però pateix la pobresa. És una activista que treballa per l'igualtat de gènere, en la protecció del medi ambient i l'apoderament de les nenes i les dones. Leikeki va obtenir una llicenciatura en Llei comuna per la Universitat de Yaounde II.
Leikeki és una activista pel clima i per la igualtat de gènere (Activist Women's Voices), implicada en activitats climàtiques que generen beneficis i oportunitats econòmiques, així com l'educació ambiental. Això inclou la plantació d'arbres, l'educació sobre l'extracció de cera d'abella i l'elaboració de vi de mel, així com detergents i locions a partir de cera d'abella. Ella diu «La mel és igual a ingressos, és igual a llocs de treball, és igual a igualtat de gènere, és igual a conservació». Treballa per empoderar les nenes i les dones per afavorir el desenvolupament sostenible.
El 2020, la seva organització havia plantat 86.000 arbres, per a la mitigació del clima, i també va oferir educació ambiental. El seu projecte pretén defensar els drets socioeconòmics i ambientals de les dones i les nenes, i promoure la veu de les dones. Cameroon Gender and Environment Watch (CAMGEW), la seva organització, també ajuda les dones a fugir de la violència domèstica i ha ajudat 800 dones.

## Mitjans de comunicació
Leikeki va oferir una xerrada TED l'any 2010, sobre «Una 'generació forestal', vivint en harmonia amb la natura». Va ser ponent al Global Landscapes Forum, i ha estat als mitjans de comunicació pel seu treball ambiental i pel canvi climàtic.

## Premis i reconeixements
- 2019 – Gender Just Climate Solutions.[4]
- 2021 – Gender Just Climate Solutions.[5]
- 2021 – BBC 100 Women.[1]